# ميناء ضباء
ميناء ضباء يقع في مدينة ضبا التابعة لمنطقة تبوك، شمال غربي المملكة العربية السعودية. ويعد واحداً من اقدم الموانئ على ساحل البحر الأحمر

## التاريخ
في القرن الثالث عشر كان ميناء ضباء يستقبل الحجاج عن طريق رصيف صغير مصنوع من الخشب للقطائر الشراعية المسماة (الدهو) لإنزال حمولتها في المرسى الكائن في السقالة بالكراع، وكان يعمل على الخط عدد كبير من هذه القطائر بين مينائي ضباء والسويس بجمهورية مصر العربية، ويعد موقع الكراع حالياً واحداً من أجمل المواقع السياحية بمنطقة تبوك، يصفه الجغرافي أحمد بن عمر العذري الأندلسي بأنه مرسى مأمون للسفن وبه سبعة آبار عذبة، كما وصفه البكري في كتابه (الممالك والمسالك) بأنه مرفأ مأمون للسفن، وذكره الحميري في كتابه (الروض المعطر) بأنه مرفأ مأمون للسفن وبه آبار عذبة وشجر (المقل).
اما ميناء ضباء في العهد السعودي افتتح عام 1415 هـ ليكون حلقة ارتباط بين المنطقة الشمالية الغربية للمملكة والاقتصاد العالمي. ويتمتع الميناء بمقومات جغرافية تدعمه في استقطاب البضائع المتجهة إلى المنطقة الشمالية السعودية ودول مجلس التعاون الخليجي والعراق حيث يقع بنهاية الساحل الشمالي للبحر الأحمر ويبعد عن مدينة تبوك 210كم غربا ويبعد عن مدينة العقبة الأردنية 296 كم. 
ويعد ميناء ضبا أقرب ميناء سعودي للموانئ المصرية المطلة على البحر الأحمر حيث تبلغ المسافة بينه وبين ميناء شرم الشيخ 62ميلاً بحرياً وميناء الغردقة 96 ميلا بحرياً وميناء سفاجا 105 ميلا بحريا كما أنه أقرب الموانئ السعودية لقناة السويس حيث تبلغ المسافة بينهما 253 ميلا بحريا تقطعها السفن في حوالي 17 ساعة بمعدل سرعة تبلغ 12 عقدة وبالتالي فهو أقربها لدول حوض البحر الأبيض المتوسط ومنفذها بالمنطقة على خطوط التجارة الدولية.
إضافة إلى أنه أقرب خط لبضائع الترانزيت بين دول الخليج وجمهورية مصر العربية عبر أراضي السعودية حيث يبعد عن الكويت 1560 كم ويبعد عن العاصمة العراقية بغداد 1235 كم. ويرتبط الميناء برحلات ملاحية منتظمة على مدار العام مع الموانئ المصرية تصل في حالة الذروة إلى 6 رحلات خلال (24) ساعة وقد حققت هذه الخطوط الملاحية حركة تجارية نشطة مستمرة في النمو على الرغم من أن الميناء يعتمد على الركاب كنشاط رئيس فيه حيث تم في عام 2006/2005 م نقل عدد (1462417) راكب ووصل عدد السفن التي رست بالميناء إلى 1661 سفينة.واستطاع مناولة كميات من البضائع العامة ما بين صادرات وواردات.
وقد شجع الميناء التجار من دول مجلس التعاون الخليجي بحكم موقعه على استيراد بضائعهم من جمهورية مصر العربية عن طريقه مما ساعد على آزدهار حركة الترانزيت. وقد تم تجهيز الميناء لاستقبال سفن المواشي الحية حيث سبق له تفريق عدد 1.500.000 رأس من الماشية وأيضا سفن الاسمنت حيث تم تصدير 238.000 طن من الاسمنت.
تم توسعة صالة الركاب القادمين إلى 1440 مترا مربعا حيث تتسع لأكثر من 3000 راكب في آن واحد وتم زيادة الطاقة الاستيعابية لمحطة سيارات الركاب حيث تم إنشاء عدد 2 مظلة اضافية للسيارات القادمة والمغادرة بمساحة 2016 متر مربع لكل مظلة واشتملت التوسعة على إنشاء عدد 9 مكاتب وعدد 12 طاولة خرسانية لتفتيش عفش الركاب وبذلك أصبحت سعة منطقة المغادرة 150 سيارة وقادرة على انهاء اجراءات عدد 16 سيارة في آن واحد وسعة منطقة القدوم 200 سيارة وقادرة على انهاء اجراءات عدد 40 سيارة في آن واحد.

## أهم الإنجازات
إجمالي ما استقبل من الركاب بلغ 4 ملايين راكب، حسب إحصائيات عام 2004 كما استقبلت 5500 سفينة و222 ألف سيارة، أما البضائع العامة المناولة بالطن فقد بلغت 800 ألف طن، والبضائع السائبة (شعير) فبلغت 574 ألف طن، وبلغت البضائع السائبة المصدرة من الميناء 238 ألف طن أسمنت خلال عام 1420 هـ. كما بلغت البضائع الترانزيت من وإلى دول مجلس التعاون الخليجي ومصر ودول أخرى 300 ألف طن، وبلغ عدد المواشي المفرغة في هذا الميناء مليون ونصف المليون رأس.